# Rio dos Corvos
Le rio dos Corvos (« rivière des corbeaux ») est un cours d'eau de l'État du Rio Grande do Sul, au Brésil.